# SCU Torreense
Sport Clube União Torreense w skrócie SCU Torreense – portugalski klub piłkarski grający w Liga Portugal 2, mający siedzibę w mieście Torres Vedras.

## Historia
Klub został założony w 1917 roku. W sezonie 1954/1955 po raz pierwszy w swojej historii wywalczył awans do pierwszej ligi. W sezonie 1958/1959 spadł do drugiej ligi. W pierwszej lidze grał również w sezonach 1964/1964 i 1991/1992.

## Sukcesy
- Segunda Liga

mistrzostwo (1): 1954/1955
- Segunda Divisão Zona Sur

mistrzostwo (1): 1963/1964
- Segunda Divisão Zona Centro

mistrzostwo (1): 1996/1997
- Terceira Divisão Zona C

mistrzostwo (1): 1972/1973
- Terceira Divisão Zona D

mistrzostwo (1): 1976/1977

## Historia występów w pierwszej lidze
| Sezon     | Pozycja      | M  | Pkt. | Z  | R  | P  | GZ | GS |
| --------- | ------------ | -- | ---- | -- | -- | -- | -- | -- |
| 1955/1956 | 7.           | 26 | 22   | 7  | 8  | 11 | 32 | 42 |
| 1956/1957 | 7.           | 26 | 24   | 10 | 4  | 12 | 44 | 50 |
| 1957/1958 | 8.           | 26 | 24   | 11 | 2  | 13 | 30 | 46 |
| 1958/1959 | 14. (spadek) | 26 | 15   | 5  | 5  | 16 | 23 | 71 |
| 1964/1965 | 14. (spadek) | 26 | 7    | 3  | 1  | 22 | 18 | 64 |
| 1991/1992 | 16. (spadek) | 34 | 27   | 8  | 11 | 15 | 36 | 43 |

## Stadion
Domowe mecze klub rozgrywa na stadionie o nazwie Campo Manuel Marques w Torres Vedras, który może pomieścić 2431 widzów.

## Reprezentanci kraju grający w klubie
Stan na maj 2016.
| - Dito - Pedro Espinha - Filipe - Fernando Gonçalves - João Morais - Nélson Pereira - Paulo Torres - Fua - Rúben Gouveia - Bruno Mauro - Nelo - Vata - Wasił Dragołow | - Ibraima Baldé - Dionísio Fernandes - Igor Sani - Califo Seidi - Mustafa Silla - Altimont Butler - Ricardo Campos - Brito - Janício Martins - Mezenga - Paulo Pina - Humberto Rosário - Orlando Monteiro |